# Calle de las Morenas
La calle de las Morenas es una vía pública de la ciudad española de Segovia.

## Descripción
La vía, cuyo título es de origen incierto, discurre desde la calle de Almira hasta la Larga. Aparece descrita en Las calles de Segovia (1918) de Mariano Sáez y Romero con las siguientes palabras:

Morenas.—Comienza en la de Almira y llega a la calle Laraga. Sigue la vía la tapia almenada del parque de la Academia de Artillería, y si su nombre proviene de algunas muchachas morenas y agraciadas que llamasen la atención en este sitio, lo desconocemos; pero, sin inconveniente, podemos aceptar esta suposición a cambio de otra.
(Sáez y Romero, 1918, p. 116)